# 阿其图乌拉苏木
阿其图乌拉苏木是中华人民共和国内蒙古自治区锡林郭勒盟苏尼特右旗下辖的一个苏木。
2012年1月20日，内蒙古自治区人民政府批复同意从乌日根塔拉镇划出部分区域，设置阿其图乌拉苏木，辖布日都、乌日根高勒、呼布尔、额尔敦宝拉格、赛罕锡力、都希乌拉6个嘎查，驻赛音呼都嘎。

## 行政区划
阿其图乌拉苏木下辖以下村级行政区划单位：
呼布尔嘎查、都希乌拉嘎查、额尔敦宝拉格嘎查、布日都嘎查、乌日根高勒嘎查和赛罕锡力嘎查。